# Bittou
Bittou – miasto w Burkinie Faso, stolica departamentu Bittou, w prowincji Boulgou. W 2010 liczyło 15 171 mieszkańców.